# St. Kilian (Wüstung)

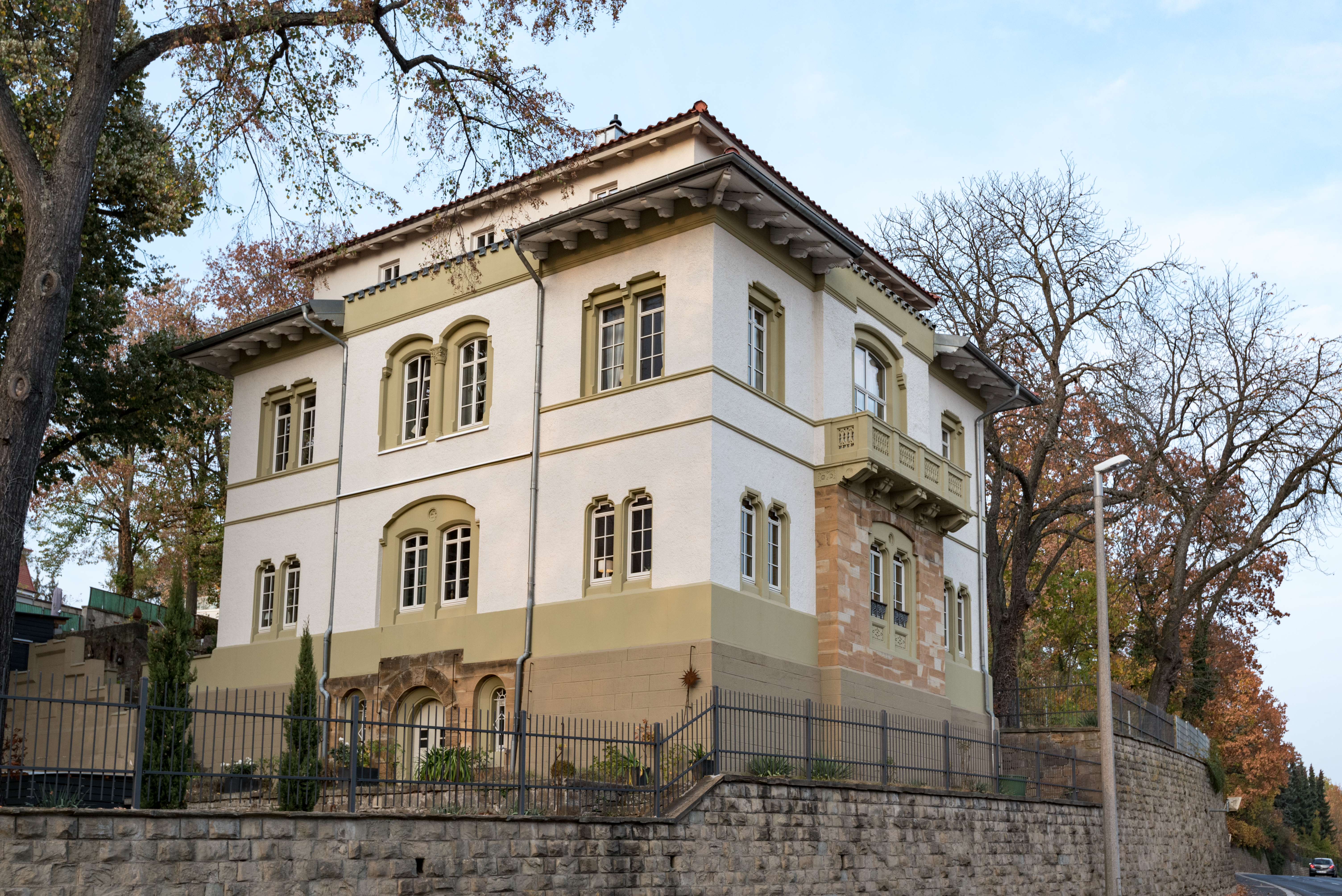
Die Wüstung St. Kilian liegt 30 Meter hinter (links) der Villa Mainberger Straße Ecke Kiliansberg

St. Kilian ist eine mittelalterliche Kirchenwüstung mit umgebenden Friedhof am  Kiliansberg in Schweinfurt. Sie wird auch als Kilianskirche I bezeichnet.

## Lage
Die Wüstung liegt unmittelbar östlich des Tals des Marienbachs, im westlichen Bereich des Nordöstlichen Stadtteils, in einem Villenviertel, auf einem Berg, der, vom Namen der Kirche abgeleitet, Kiliansberg genannt wird. Die Wüstung liegt auf den Grundstücken Am Kiliansberg Nr. 4 und 4 b und Am Löhlein Nr. 2 b.

## Geschichte
Die Kilianskirche wurde nach dem iroschottischen Missionar Kilian benannt, der im 7. Jahrhundert nach Franken gekommen war. Sie war die Pfarrkirche der ersten Schweinfurter Siedlung, des Dorfs Altstadt, das östlich der um 1200 neu gegründeten Reichsstadt Schweinfurt lag (siehe: Schweinfurt, Hochmittelalter). Das Alter der Pfarre ist unbestimmt, sie geht vermutlich auf das ältere Hochmittelalter zurück, wurde aber erst 1313 urkundlich erwähnt. Infolge des Aufbaus der Reichsstadt westlich des Marienbachs verlor St. Kilian „in der Alten Statt“ gegenüber der neuen Stadtkirche St. Johannis an Bedeutung. St. Kilian wurde 1387 im Zuge des Städtebundkriegs aus fortifikatorischen Gründen von den Bürgern der Reichsstadt ohne kirchliche Erlaubnis geschleift. Daraufhin wurde als Ersatzbau die Kilianskapelle, ebenfalls mit einem umgebenden Friedhof, am heutigen Zeughausplatz errichtet. Auf Geheiß des Bischofs von Würzburg wurde die Kilianskirche 1406 wieder aufgebaut und geweiht. Bis 1524 waren alle Bewohner des Dorfs Altstadt in die Reichsstadt übergesiedelt.
Die alte Siedlung wurde im 16. Jahrhundert aufgegeben und verfiel samt Kirche. Lange Zeit wurde auf dem Kiliansberg Weinbau betrieben. Erst gegen Ende des 19. Jahrhunderts wurde der Kiliansberg wieder bebaut, vorwiegend mit Villen des Schweinfurter Bürgertums. Um ein Bauprojekt auf einem Grundstück im Umfeld der einstigen Kilianskirche entbrannte 2016 eine politische Auseinandersetzung, unter anderem um die Frage, ob noch Fundamente der Kirche vorhanden waren. Ein Bürgerpark mit Informationstafeln auf dem Grundstück wurde angeregt.

## Beschreibung
Die Kilianskirche lag unweit außerhalb des Dorfs Altstadt, an seinem nordwestlichen Rand. Sie war von einem Kirchfriedhof umgeben, in dem Reihengräber gefunden wurden. Friedhöfe wurden damals und noch lange Zeit später meist außerhalb der Siedlungen angelegt. Die Wüstung wird vom Bayerischen Landesamt für Denkmalpflege als Bodendenkmal D-6-5927-0005 Mittelalterliche Kirchenwüstung „St. Kilian“ geführt (Stand 20. November 2017).